# گورقلعه
گورقلعه روستایی است که در استان اردبیل، شهرستان اردبیل، بخش هیر، دهستان فولادلوی جنوبی قرار دارد.

## جمعیت
بر اساس سرشماری سال ۱۳۸۵ جمعیت این روستا ۳۵۶ نفر با ۷۴ خانوار بوده‌است.